# Michał Michalak
Michał Michalak (ur. 2 listopada 1993 w Pabianicach) – polski koszykarz grający na pozycji rzucającego obrońcy, reprezentant Polski (4. miejsce na Eurobaskecie 2022), mistrz Polski (2019), zdobywca pucharu Polski (2013), superpucharu Polski (2012,2013). Król strzelców Polskiej Ligi Koszykówki 2020, król strzelców Bundesligi 2021. Gracz Anwilu Włocławek

## Życiorys

### Kariera klubowa

#### Początki kariery (2000–2006)
Michał Michalak jest wychowankiem klubu PKK 99 Pabianice. Grę w koszykówkę rozpoczął w 2000 roku. W klubie z Pabianic grał w rozgrywkach żaków (U-12) oraz młodzików (U-14). W sezonie 2005/06 reprezentował barwy klubu UKS Trójka Sieradz w kategorii młodzików (U-14). W 2006 opuścił klub z Pabianic przechodząc do drużyny ŁKS Łódź.

#### ŁKS Łódź (2006–2009)
W 2006 Michalak został zawodnikiem ŁKS-u Łódź. W sezonie 2006/2007 awansował do turnieju półfinałowego mistrzostw Polski U-14 z zespołem trenowanym przez Piotra Rozwadowskiego. W tym samym sezonie występował również w rozgrywkach kadetów oraz juniorów.
W sezonie 2007/2008 wraz z drużyną kadetów pod wodzą trenera Roberta Zająca zdobył mistrzostwo Polski U-16. Został wybrany do pierwszej piątki turnieju finałowego. W finale przeciwko drużynie MKS-u Pruszków (66:62) zdobył 27 punktów, trafiając 7 rzutów za 3 punkty. W tym samym sezonie grał w rozgrywkach 3 ligi oraz trenował z pierwsza drużyną ŁKS-u (II liga).
W trakcie sezonu 2008/2009 zajął 3 miejsce podczas mistrzostw Polski U-16. Został wybrany do pierwszej piątki turnieju finałowego. W drugim meczu turnieju zdobył 41 pkt., wygrywając pojedynek strzelecki ze swoim dobrym kolegą Przemysławem Karnowskim (40 pkt.), w meczu przeciwko TKM Włocławek. Zadebiutował w I lidze, w pierwszej drużynie ŁKS. 14 marca 2009 w meczu przeciwko PTG Sokołowi Łańcut zdobył swoje pierwsze punkty.

#### Polonia 2011 Warszawa (2009–2012)
Latem 2009 podpisał trzyletni kontrakt z drużyną Polonii 2011 Warszawa, specjalizującą się w szkoleniu młodych, utalentowanych polskich koszykarzy. W sezonie 2009/2010 reprezentował barwy AZS-u Politechniki Warszawa,  grając w I lidze, na zasadzie wypożyczenia. Wystąpił w 27 spotkaniach notując średnio 6,3 pkt., 2,5 zb., 1 as. na mecz. Równocześnie występował w rozgrywkach juniorów starszych (U-20) z drużyną Polonia 2011 Warszawa, z którą zdobył złoty medal mistrzostw Polski. W ośmiu meczach turnieju półfinałowego oraz finałowego, jako niespełna siedemnastolatek notował średnio 9,1 pkt., 4,6 zb., 1,4 as. w 19 minut spędzonych na boisku.
Sezon 2010/2011 spędził w I ligowej drużynie Polonii 2011 Warszawa, gdzie rozegrał 35 spotkań, będąc liderem drużyny. W średnio 33 minuty zdobywał 16,2 pkt., 4,8 zb., 2,7 as., 2,5 prz. Wystąpił w meczu gwiazd I ligi, w Radomiu. Był najlepszym strzelcem drużyny Wschodu, zdobywając 19 pkt. i prowadząc zespół do wygranej po dogrywce 89:88. Został wybrany do składu najlepszych zawodników meczu.
W swoim ostatnim roku spędzonym w Warszawie ponownie reprezentował barwy AZS-u Politechniki Warszawa w rozgrywkach PLK. W sezonie 2011/2012 notował 7,2 pkt. 2,1 zb., 1,4 as., trafiając 40% rzutów za 3 pkt. w 19 rozegranych spotkaniach. W styczniu 2012 roku rozwiązał umowę z klubem i przeniósł się do ŁKS-u Łódź (PLK).

#### ŁKS Łódź (2012)
W styczniu 2012 roku podpisał umowę do końca sezonu z klubem z Łodzi, wracając do ŁKS-u po trzech latach przerwy. Wystąpił w 13 spotkaniach, przebywając na parkiecie średnio 34 minuty, zdobywając dla drużyny 17,2 pkt., 6,3 zb., 3,4 as, 1.0 prz. oraz notując 40% skuteczności w rzutach za 3 pkt. Grał zarówno na pozycji rzucającego obrońcy jak i rozgrywającego. W meczu ze Śląskiem Wrocław (14.04.2012) zanotował rekordowe 11 asyst.
W dniach 1-8 kwietnia 2012 roku był uczestnikiem prestiżowego campu Nike Hoop Summit. 7 kwietnia brał udział w meczu drużyny reszty świata z drużyną składająca się z najbardziej utalentowanych licealistów w USA. W tym roku drużyna reszty świata odniosła dopiero trzecie zwycięstwo w piętnastoletniej historii campu (Team World – Team Usa 84:75). W meczu zagrał 13 minut zdobywając 5 pkt, 3 zb. i 2 as.

#### Trefl Sopot (2012-2015)
W wakacje 2012 roku związał się trzyletnią umową z drużyną Trefla Sopot, ówczesnego wicemistrza Polski i uczestnika rozgrywek Eurocup, prowadzoną przez trenera Zana Tabaka.
Sezon 2012/13 rozpoczął od zdobycia z drużyną Superpucharu Polski w inauguracyjnym meczu sezonu przeciwko Asseco Prokom Gdynia (74:69).
W lutym 2013 Trefl Sopot został zdobywcą Pucharu Polski wygrywając finałowy mecz podczas turnieju Final Four w Koszalinie przeciwko drużynie AZS Koszalin (64:59).
Sezon w Polskiej Lidze koszykówki zakończył występując w każdym z 36 spotkań drużyny, grając średnio 14 minut, w czasie których notował 5,6 pkt. 1,4 zb. i 0,9 as. Trefl Sopot zakończył sezon w ćwierćfinale fazy play-off.
W rozgrywkach Eurocup drużyna wystąpiła w fazie grupowej, w czterozespołowej grupie, w której zmierzyła się m.in. z Galatasaray Stambuł i Lokomotiwem Krasnodar, późniejszym zwycięzcą rozgrywek. W sześciu meczach zdobywał 5,8 pkt. 1,5 zb. i 0,7 as na mecz.
Sezon 2013/14 Trefl Sopot prowadzony przez Dariusa Maskoliunasa rozpoczął ponownie od meczu o Superpuchar Polski w Zielonej Górze, przeciwko drużynie Stelmetu BC i drugi raz z rzędu zdobył trofeum (76:71. Michalak znacząco przyczynił się do zwycięstwa notując double-double, zdobywając 14 punktów i 11 zbiórek oraz najwyższy w drużynie wskaźnik Eval – 19.
W całym sezonie w PLK rozegrał wszystkie 45 spotkań grając średnio 21 min. i notując 8,9 pkt. 3,6 zb. i 1,6 as. Trefl Sopot, awansował do półfinału play-off, wygrywając serię przeciwko drużynie Czarnych Słupsk po historycznym piątym meczu, w którym odrobili 18-sto punktową stratę na 5 min do końca meczu, wygrywając 75:74 i całą serię 3:2. W serii półfinałowej ulegli drużynie Stelmetu Zielona Górą również po pięciomeczowej serii (2:3). W rywalizacji o brązowy medal pokonali drużynę Rosy Radom 2:1 i świętowali zdobycie brązowego medalu.
W sezonie 2014/15 zanotował najlepszy indywidualnie sezon w drużynie w Sopotu. Rozpoczynając każde z 33 spotkań drużyny w pierwszej piątce, przebywał na parkiecie po 30 minut zdobywał średnio 14,2 pkt. 4 zb. i 2,5 as. Również w tym sezonie rozegrał, dotychczas najlepsze, spotkanie w swojej karierze. 16 listopada 2014 w zwycięskim meczu przeciwko drużynie Stelmetu Zielona Góra (81:77) zdobył 31 pkt., trafiając 4/5 rzutów za 2, 5/6 za 3 i 8/11 za 1 pkt. W tym sezonie Trefl Sopot odpadł w ćwierćfinale fazy play-off w rywalizacji z PGE Turów Zgorzelec, obrońcą tytułu mistrza Polski.

#### Polski Cukier Toruń (2015-2016)
30 lipca 2015 roku podpisał kontrakt z drużyną Polskiego Cukru Toruń. Na przestrzeni całego sezonu notował średnio 10,1 pkt. 3,6 zb. i 1, as. przy skuteczności 47% za 2 pkt. i 37% za 3 pkt. Był pierwszopiątkowym graczem w 32 z 36 rozegranych spotkań. Drużyna Polskiego Cukru Toruń zakończyła sezon regularny na 4. miejscu w lidze. W ćwierćfinale fazy play-off mierząc się z Czarnymi Słupsk, przegrywając serię 1:3.

#### PGE Turów Zgorzelec (2016-2017)
Po sezonie 2015/16 Michał Michalak rozwiązał kontrakt z drużyną Polskiego Cukru Toruń w celu znalezienia klubu, w którym będzie mógł odgrywać większą rolę i rozwijać swoje umiejętności. Pod koniec sierpnia 2016 podpisał kontrakt z drużyną PGE Turowa Zgorzelec, która pod wodzą trenera Matthiasa Fischera miała zamiar wrócić do czołówki PLK. Był to indywidualnie bardzo udany dla niego sezon. Po ciężko przepracowanych wakacjach, które spędził pracując z GetBetter Artura Packa, wzmocnił się fizycznie i bardzo rozwinął swoje umiejętności. Statystycznie notował 14,6 pkt. 4,1 zb. i 2 as. na mecz, przy prawie 40% skuteczności za 3 pkt. W ostatnich 9 meczach sezonu notował średnio 19,5 pkt. na mecz starając się pomóc drużynie w awansie do fazy play-off. Na przestrzeni całego sezonu 2016/17 drużyna PGE Turowa Zgorzelec była trapiona kontuzjami i miała duże problemy z wygrywaniem spotkań na wyjeździe. Ostatecznie zajęła 9 miejsce w lidze i do awansu do play-off zabrakło jednego zwycięstwa.

#### Germani Basket Brescia (2017)
Po zakończeniu sezonu 2016/17 w PLK, 2 maja Michał Michalak podpisał kontrakt z klubem włoskiej Lega Basket Seria A – Germani Basket Brescia. Związał się z klubem umową do końca sezonu 2017/18. W bieżących rozgrywkach rozegrał spotkanie w ostatniej kolejce sezonu decydujące o awansie do fazy play-off z bezpośrednim rywalem z Pistoi. W obliczu kontuzji kilku podstawowych graczy Brescia przegrała mecz, nie będąc w stanie dotrzymać kroku rywalom w drugiej połowie spotkania. Mimo to, Michalak rozegrał dobre zawody notując 13 pkt. na 55% skuteczności, 2zb. i 2 as. w 34 minuty gry.

#### Tecnyconta Zaragoza (2017-2018)
W wakacje 2017 wykorzystał opcję rozwiązania umowy z klubem z Bresci podpisując 17 lipca kontrakt z Tecnyconta Zaragoza grającą w hiszpańskiej lidze ACB. Michalak miał bardzo obiecujący okres przygotowawczy, w którym notował średnio około 14 pkt na mecz. Przed rozpoczęciem sezonu nastąpiły jednak roszady w drużynie, które zmieniły rotację w zespole. Początek rozgrywek to kilka spotkań na gorszej skuteczności, które spowodowały spadek zaufania trenera. Na przełomie listopada i grudnia drużyna wygrała 4 spotkania z rzędu, a w kolejnych spotkaniach Michalak zanotował 17 pkt w 12 minut przeciwko drużynie z Malagi, oraz 10 pkt w 11 min. przeciwko Barcelonie. Mimo dobrych występów w limitowanym czasie gry, na przestrzeni całego sezonu nie otrzymał większej roli w drużynie, która pozwoliła by na pokazanie pełni możliwości, jednak notował pojedyncze, efektywne występy. Ostatecznie na przestrzeni całego sezonu wystąpił w 30 spotkaniach, grając średnio 11:30 i notując 4,5 pkt. i 1,7 zb. na mecz.

#### Anwil Włocławek (2018-2019)
1 sierpnia 2018 roku Michał Michalak zdecydował się na powrót do ojczyzny i grę w drużynie obecnego mistrza Polski i uczestnika rozgrywek Champions Ligue – Anwilu Włocławek.
Drużyna z Włocławka wchodziła w sezon z myślą o obronie tytułu mistrza Polski oraz próbie sprawienia niespodzianki i awansu z grupy w Lidze mistrzów. Michał bardzo dobrze rozpoczął sezon notując 18 pkt na mecz w pierwszych trzech ligowych spotkaniach. Anwil w trakcie swojej przygody w Lidze Mistrzów 2018/19 wygrał 4 grupowe spotkanie, jednakże awans z grupy nie był wcale tak odległy, gdyż włocławianie przegrali 4 spotkanie różnicą max. 3 pkt. w tym 3 spotkania po dogrywkach, Michał Michalak notował w tym sezonie Basketball Champions League średnio 13,5 pkt w 14 spotkaniach, dodając 4,4 zb. i 1,4 as. przy 45,2% skuteczności z gry. Był najlepszym strzelcem drużyny w tej edycji Ligi Mistrzów. Dodatkowo został wybrany w głosowaniu kibiców na MVP połowy sezonu rozgrywek BCL. W Polskiej Lidze koszykówki do momentu odniesienia kontuzji w połowie lutego 2019 zdobywał średnio 14 pkt na mecz, będąc drugim strzelcem zespołu. Kontuzja wyłączyła go z gry na prawie 2,5 miesiąca i był w stanie wrócić dopiero prosto na pierwszy mecz fazy play off z drużyną Ostrowa Wielkopolskiego. W trakcie 3 meczu ćwierćfinałowego w Ostrowie zdobył 15 pkt. w 4 kwarcie przechylając szalę zwycięstwa na stronę Anwilu i kończąc serie wynikiem 3:0. Mimo długiej przerwy był bardzo ważnym ogniwem Anwilu Włocławek, którą zdobyła Mistrzostwa Polski 2019 pokonując Arkę Gdynia 3:2, mimo porażki w dwóch pierwszych spotkaniach rundy półfinałowej oraz wygrywając w finale 4:3 przeciwko drużynowego Polskiego Cukru Toruń, odnosząc dwa kolejne zwycięstwa od stanu 3:2, w tym wygrywając siódmy mecz na wyjeździe. W całym sezonie PLK rozegrał 34 spotkania zdobywając 9,4 pkt na mecz, przy 55% za 2 pkt, 3,4 zb. i 1,7 as.

#### Legia Warszawa (2019-2020)
31 października 2019 zawarł umowę z Legią Warszawa. Drużyna z Warszawy po awansie do play-off w poprzednim sezonie zaliczyła w lidze start 0-5. Michalak został zakontraktowany w celu powrotu do walki o ligową czołówkę. Legia po przyjściu Michalaka wygrała dwa kolejne spotkania ligowe na wyjeździe z MKS Dąbrową Górniczą (95:103) oraz w domu ze Kingiem Szczecin (95:87). Michał zanotował odpowiednio 22 pkt. 5 zb. 6 as. oraz ze Szczecinem 29 pkt. 3 zb. i 5 as. oraz trafił 7/11 rzutów za 3 pkt, co jest jego dotychczasowym rekordem kariery. Michalak z marszu wszedł w buty lidera Legii, pomagając w odniesieniu cennych zwycięstw. Legia występowała również w rozgrywkach FIBA Europe Cup, które zakończyła na pierwszej rundzie, odnosząc jedno zwycięstwo w sześciu spotkaniach. Wąska rotacja i udział w rozgrywkach pucharowych spowodował, że gra na dwóch frontach była trudna do pogodzenia, przez co zespół w końcówce roku miał problemy z odnoszeniem zwycięstw, jednak na początku 2020 roku Legia odniosła kilka zwycięstw, które pozwoliły odbić się drużynie od strefy spadkowej. Sezon Polskiej Ligi Koszykówki został przedwcześnie zakończony w dn. 17 marca w związku z epidemią koronawirusa. Czas spędzony w Warszawie to były dla Michała Michalaka najlepsze indywidualnie rozgrywki w karierze. Rozegrał w Legii 17 spotkań w rozgrywkach PLK, notując niesamowite statystyki. Grając średnio 34 min. zdobywał 21,92 pkt. na mecz, dzięki czemu został Królem Strzelców rozgrywek 2019/20 w PLK. Do tego dokładał 4,2 zb. 4,1 as. i 1,5 przechwytu w każdym spotkaniu, czym pokazał jakim jest wszechstronnym zawodnikiem oraz może być odpowiedzialny za kreowanie gry również dla kolegów z drużyny. Dodatkowo jako lider ofensywy drużyny, mimo skupienia uwagi obrony głównie na jego osobie notował bardzo dobrą skuteczność z gry na poziomie 54,2% za 2 pkt. 36% za 3 pkt i 81% za 1 pkt. wymuszając średnio 5,1 faulu na mecz. Został wyróżniony przez dziennikarzy wyborem do drugiej piątki sezonu PLK 2019/20. W trzech spotkaniach rozgrywek FIBA Europe Cup zdobywał 15,3 pkt. 4zb. i 4,7 as na mecz.
1 czerwca 2020 podpisał roczny kontrakt w EasyCredit Bundesliga z drużyną Mitteldeutscher BC. 3 czerwca 2021 został zawodnikiem niemieckiego EWE Baskets Oldenburg. 11 września 2023 dołączył do Grupy Sierleccy Czarnych Słupsk. 6 lutego 2024 zawarł umowę z greckim PAOK-iem Saloniki.

## Osiągnięcia
Stan na 9 lutego 2024, na podstawie, o ile nie zaznaczono inaczej.

### Klubowe
- Mistrz Polski:
  - 2019[28]
  - juniorów starszych (2010)
  - kadetów (2008)
- Brązowy medalista mistrzostw Polski:
  - 2014
  - kadetów (2009)
- Zdobywca:
  - pucharu Polski (2013)
  - superpucharu Polski (2012, 2013)[29][30]
- Finalista superpucharu Polski (2018)[31]

### Indywidualne
- Najlepszy Młody Zawodnik PLK (2014)[32]
- MVP kolejki EBL/OBL (2 – 2018/2019, 7, 14, 21 – 2019/2020, 10, 14 – 2023/2024)[33][34][35][36][37][38]
- Uczestnik:
  - Nike Hoop Summit w Portland (2012)[39]
  - Adidas Eurocamp (2012)
  - meczu gwiazd I ligi (2011)
  - konkursu rzutów za 3 punkty EBL, rozegranego podczas pucharu Polski (2020 – 3. miejsce[40], 2024 – powołany, nie wystąpi z powodu zmiany klubu[41])
- Zaliczony do:
  - I składu:
    - kolejki EBL/OBL (26 – 2022/2023, 5, 10, 13 – 2023/2024)[42][43][44][45]
    - meczu gwiazd I ligi (2011)[46]
    - mistrzostw Polski U–16 (2008, 2009)

  - II składu EBL (2020 przez dziennikarzy)[47]
- Lider strzelców:
  - EBL (2020)
  - ligi niemieckiej (2021)[48]

### Reprezentacja
Seniorska
- Uczestnik:
  - mistrzostw Europy (2022)[49]
  - kwalifikacji do Eurobasketu (2015, 2021)

Młodzieżowe
- Wicemistrz świata U–17 (2010)[50]
- Mistrz Europy U–20 dywizji B (2013)
- Uczestnik mistrzostw:
  - świata U–19 (2011 – 7. miejsce)
  - Europy:
    - U–20 dywizji B (2012 – 5. miejsce, 2013)
    - U–18 (2010 – 6. miejsce, 2011 – 6. miejsce)
    - U–16 (2009 – 4. miejsce)

## Statystyki
| Legenda | Legenda               | Legenda | Legenda               | Legenda | Legenda                |
| ------- | --------------------- | ------- | --------------------- | ------- | ---------------------- |
| M       | Mecze                 | S5      | Pierwsza piątka       | MPG     | Minuty na mecz         |
| FG%     | Celność rzutów z pola | 3P%     | Celność rzutów „za 3” | FT%     | Celność rzutów wolnych |
| RPG     | Zbiórki na mecz       | APG     | Asysty na mecz        | SPG     | Przechwyty na mecz     |
| BPG     | Bloki na mecz         | PPG     | Punkty na mecz        |         |                        |

| Sezon     | Drużyna                              | M  | S5 | MPG   | FG%   | 3P%    | FT%   | RPG | APG | SPG | BPG | PPG  |
| --------- | ------------------------------------ | -- | -- | ----- | ----- | ------ | ----- | --- | --- | --- | --- | ---- |
| 2008/2009 | ŁKS Łódź (I liga)                    | 3  | 0  | 4:45  | 50,0% | 50,0%  | 0,0%  | 0,3 | 0,3 | 0,0 | 0,0 | 0,7  |
| 2009/2010 | AZS Politechnika Warszawska (I liga) | 27 |    | 16:06 | 38,5% | 37,0%  | 73,1% | 2,5 | 0,9 | 0,6 | 0,1 | 6,3  |
| 2010/2011 | Polonia 2011 Warszawa (I liga)       | 35 |    | 33:03 | 38,4% | 32,5%  | 75,2% | 4,8 | 2,7 | 2,5 | 0,1 | 16,2 |
| 2011/2012 | AZS Politechnika Warszawska (PLK)    | 19 | 2  | 16:04 | 39,7% | 40,0%  | 76,7% | 2,1 | 1,4 | 0,5 | 0,0 | 7,2  |
| 2011/2012 | ŁKS Łódź (PLK)                       | 13 | 13 | 33:56 | 41,8% | 40%    | 74,6% | 6,3 | 3,4 | 1,0 | 0,2 | 17,2 |
| 2012/2013 | Trefl Sopot (PLK)                    | 36 | 7  | 14:38 | 36,9% | 28,4%  | 65,8% | 1,4 | 0,9 | 0,5 | 0,0 | 5,3  |
| 2013/2014 | Trefl Sopot (PLK)                    | 45 | 25 | 21:50 | 40,0% | 26,6%  | 82,0% | 3,6 | 1,6 | 0,8 | 0,0 | 8,9  |
| 2014/2015 | Trefl Sopot (PLK)                    | 33 | 32 | 30:07 | 40,9% | 34,0%  | 72,4% | 4,0 | 2,5 | 1,1 | 0,0 | 14,2 |
| 2015/2016 | Polski Cukier Toruń (PLK)            | 36 | 32 | 25:30 | 42,2% | 36,9%  | 71,2% | 3,6 | 1,9 | 0,7 | 0,1 | 10,1 |
| 2016/2017 | PGE Turów Zgorzelec (PLK)            | 32 | 21 | 27:26 | 41,9% | 38,8%  | 73,8% | 4,1 | 2,0 | 0,9 | 0,0 | 14,6 |
| 2016/2017 | Germany Basket Brescia (Lega Basket) | 1  | 1  | 34:00 | 55,5% | 100,0% | 50,0% | 2,0 | 2,0 | 0,0 | 0,0 | 13   |